# Gyttrad nästsvamp
Gyttrad nästsvamp (Nidularia deformis) är en svampart som först beskrevs av Carl Ludwig von Willdenow, och fick sitt nu gällande namn av Elias Fries 1817. Enligt Catalogue of Life ingår Gyttrad nästsvamp i släktet Nidularia,  och familjen Agaricaceae, men enligt Dyntaxa är tillhörigheten istället släktet Nidularia,  och familjen brödkorgsvampar. Arten är reproducerande i Sverige. Inga underarter finns listade i Catalogue of Life.

## Källor

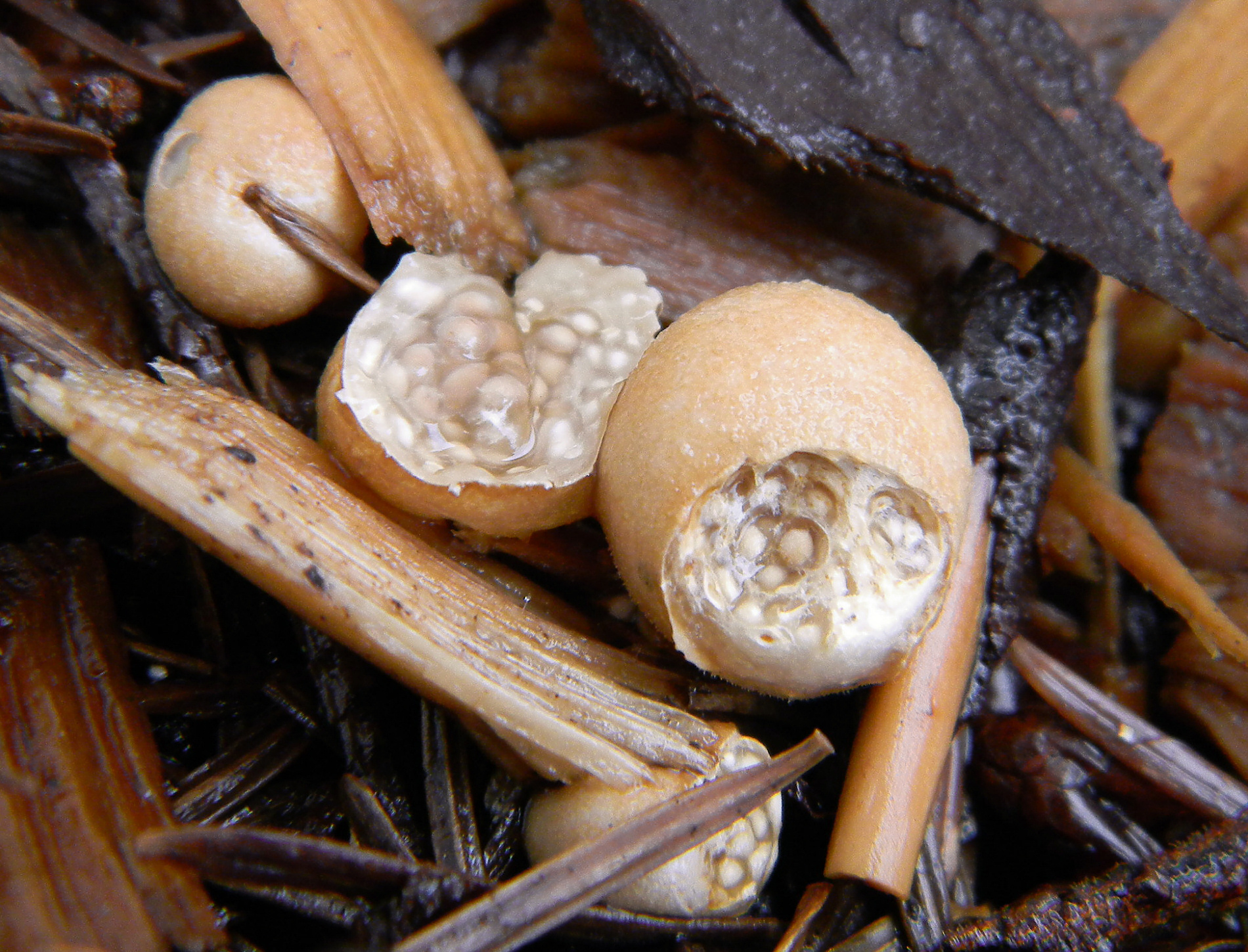
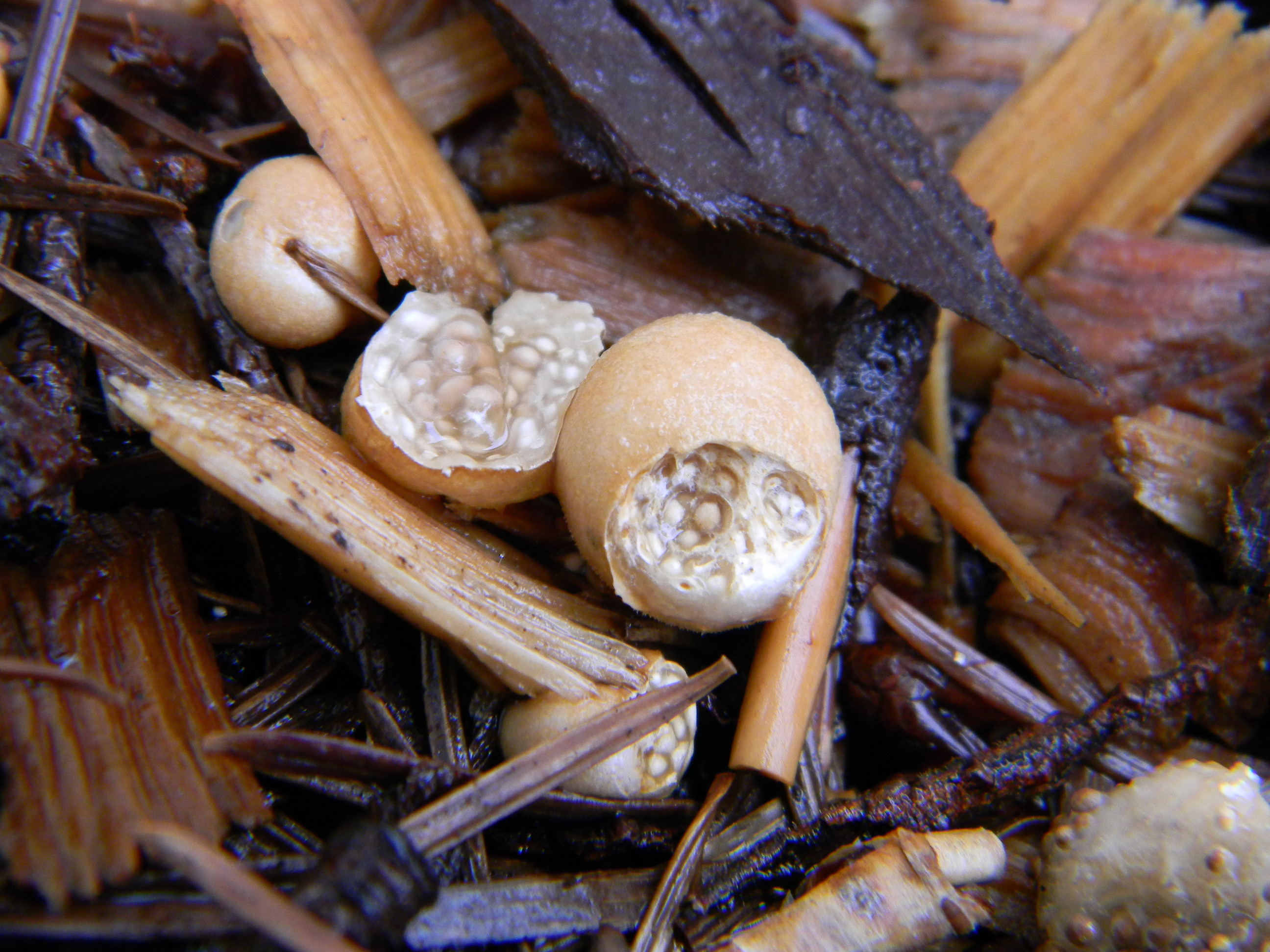